# Stefan Bajčetić
Stefan Bajčetić Maquieira (serbisch-kyrillisch Стефан Бајчетић Макијеира; * 22. Oktober 2004 in Vigo) ist ein spanisch-serbischer Fußballspieler. Der defensive Mittelfeldspieler steht als Leihspieler des FC Liverpool bei der UD Las Palmas unter Vertrag.

## Familie
Bajčetić wurde in Vigo geboren und wuchs dort auf. Seine Mutter ist Spanierin. Sein Vater ist der Serbe Srđan Bajčetić, der ebenfalls Fußballspieler war und von 1994 bis 1997 bei Celta Vigo spielte.

## Karriere

### Im Verein
Bajčetić spielte zunächst in der Jugend von Celta Vigo und wechselte im Februar 2021 in die U16 des FC Liverpool. In der Saison 2021/22 spielte der Innenverteidiger hauptsächlich in der U18, kam aber auch mit der U19 in der UEFA Youth League und mit der U23 in der Premier League 2 zum Einsatz. Im November 2021 unterschrieb der 17-Jährige seinen ersten Profivertrag.
Aufgrund seiner guten Leistungen durfte er die Vorbereitung auf die Saison 2022/23 unter Jürgen Klopp mit der Profimannschaft absolvieren. Dieser schulte ihn zum defensiven Mittelfeldspieler um. Im August 2022 verlängerte Bajčetić seinen Vertrag. Wenige Tage später debütierte er im Alter von 17 Jahren in der Premier League, als er bei einem 9:0-Sieg gegen den AFC Bournemouth im Laufe der zweiten Halbzeit eingewechselt wurde. Ende Oktober 2022 folgte sein erster Einsatz in der Champions League ebenfalls per Einwechslung im Laufe der zweiten Halbzeit. Ende Januar 2023 unterschrieb Bajčetić einen neuen langfristigen Vertrag.
Nach insgesamt zwölf Einsätzen in der Premier League für Liverpool wurde Bajčetić im August 2024 an den österreichischen Bundesligisten FC Red Bull Salzburg verliehen. Für Salzburg kam er zu zwölf Einsätzen in der Bundesliga. Im Januar 2025 wurde die Leihe nach Österreich vorzeitig beendet und Bajčetić in seine Heimat Spanien an die UD Las Palmas weiterverliehen.

### In der Nationalmannschaft
Bajčetić ist für den spanischen und serbischen Fußballverband spielberechtigt. Im September 2018 absolvierte er drei Testspiele für die spanische U18-Nationalmannschaft. Im November 2022 folgten 2 Spiele in der spanischen U20-Nationalmannschaft aktiv. Seit September 2023 ist er in der spanischen U21 aktiv.

## Titel
- Englischer Ligapokalsieger: 2024